# Џупитер Ајланд (Флорида)
Џупитер Ајланд (енгл. Jupiter Island) град је у америчкој савезној држави Флорида. По попису становништва из 2010. у њему је живело 817 становника.

## Демографија
Према попису становништва из 2010. у граду је живело 817 становника, што је 197 (31,8%) становника више него 2000. године.
| Група             | 2000.       | 2010.       |
| Белци             | 570 (91,9%) | 723 (88,5%) |
| Афроамериканци    | 8 (1,3%)    | 18 (2,2%)   |
| Азијати           | 1 (0,2%)    | 21 (2,6%)   |
| Хиспаноамериканци | 33 (5,3%)   | 56 (6,9%)   |
| Укупно            | 620         | 817         |